# Ryōhei Yamazaki
Ryōhei Yamazaki (jap. 山崎 亮平, Yamazaki Ryōhei; * 14. März 1989 in Minamiuonuma, Präfektur Niigata) ist ein ehemaliger japanischer Fußballspieler.

## Karriere

### Verein
Ryōhei Yamazaki erlernte das Fußballspielen in der Schulmannschaft der Yachiyo High School. Seinen ersten Vertrag unterschrieb er 2007 bei Júbilo Iwata. Der Verein aus Iwata, einer Großstadt in der Präfektur Shizuoka, spielte in der höchsten Liga des Landes, der J1 League. 2013 musste er mit dem Club den Weg in die zweite Liga antreten. In der J2 League spielte er eine Saison. Insgesamt spielte er 115-mal für Iwata. Ende 2014 verließ er den Verein und schloss sich dem Erstligisten Albirex Niigata aus Niigata an. Ende 2017 musste er auch mit Niigata in die zweite Liga absteigen. Nach dem Abstieg verließ er den Club und wechselte nach Kashiwa zum Erstligisten Kashiwa Reysol. Auch mit Kashiwa stieg er am Ende der Saison 2018 in die zweite Liga ab. Im folgenden Jahr wurde er mit Kashiwa Meister der zweiten Liga und stieg direkt wieder in die erste Liga auf. Nach zwanzig Spielen für Kashiwa wechselte er im Januar 2021 zum Zweitligisten V-Varen Nagasaki. Für den Klub aus Nagasaki bestritt er 52 Ligaspiele. Zu Beginn der Saison 2023 wechselte er im Januar 2023 für eine Spielzeit zum Drittligisten Tegevajaro Miyazaki. Hier bestritt er 34 Ligaspiele. Im Januar 2024 verpflichtete ihn der Viertligist Tochigi City FC. Am Ende der Spielzeit 2024 feierte er mit dem Verein aus Tochigi die Meisterschaft und stieg in die dritte Liga auf. Nach dem Aufstieg beendete er im Januar 2025 seine Karriere als Fußballspieler.

### Nationalmannschaft
Von 2007 bis 2008 spielte Ryōhei Yamazaki zehnmal in der japanischen U19-Nationalmannschaft. Dreimal trug er von 2011 bis 2012 das Trikot der U23-Nationalmannschaft.

## Erfolge
Kashiwa Reysol
- Japanischer Zweitligameister: 2019  ▲

Tochigi City FC
- Japanischer Viertligameister: 2024  ▲